# 教育政策
教育政策（きょういくせいさく）とは、国家・地方自治体・政党などが示す、教育に関する意思の具体的表現であり、国民に対する教育の増進を図る政策のことである。